# Carabus brandti
Carabus brandti es una especie de insecto adéfago del género Carabus, familia Carabidae. Fue descrita científicamente por Faldermann en 1835.
Habita en China.